# Melanaspis corticosa
Melanaspis corticosa är en insektsart som först beskrevs av Charles Kimberlin Brain 1919.  Melanaspis corticosa ingår i släktet Melanaspis och familjen pansarsköldlöss. Inga underarter finns listade i Catalogue of Life.